# Israël op het Eurovisiesongfestival 2020
Israël zou deelnemen aan het Eurovisiesongfestival 2020 in Rotterdam, Nederland. Het zou de 43ste deelname van het land aan het Eurovisiesongfestival geweest zijn. IPBC was verantwoordelijk voor de Israëlische bijdrage voor de editie van 2020.

## Selectieprocedure
De Israëlische deelnemer aan het Eurovisiesongfestival 2020 werd net als de twee voorgaande jaren via een talentenjacht met als titel HaKokhav HaBa L'Eurovizion gekozen. De finale vond plaats op 4 februari 2020. Eden Alene ging met de zegepalm aan de haal. Nadien werd er een nationale finale georganiseerd waarin de Israëlische inzending werd gekozen. Een vakjury stond in voor 60% van de punten, het grote publiek voor de overige 40%. De keuze viel uiteindelijk op Feker libi.

## Nationale finale
3 maart 2020
| Plaats | Lied                | Jury | Publiek | Totaal |
| ------ | ------------------- | ---- | ------- | ------ |
| 1      | Feker libi          | 128  | 154     | 282    |
| 2      | Roots               | 136  | 69      | 205    |
| 3      | Rakata              | 86   | 53      | 139    |
| 4      | Savior in the sound | 82   | 12      | 94     |

## In Rotterdam
Israël zou aantreden in de eerste halve finale op dinsdag 12 mei. Het Eurovisiesongfestival 2020 werd evenwel geannuleerd vanwege de COVID-19-pandemie.
1973 · 1974 · 1975 · 1976 · 1977 · 1978 · 1979 · 1980 · 1981 · 1982 · 1983 · 1984 · 1985 · 1986 · 1987 · 1988 · 1989 · 1990 · 1991 · 1992 · 1993 · 1994 · 1995 · 1996-1997 · 1998 · 1999 · 2000 · 2001 · 2002 · 2003 · 2004 · 2005 · 2006 · 2007 · 2008 · 2009 · 2010 · 2011 · 2012 · 2013 · 2014 · 2015 · 2016 · 2017 · 2018 · 2019 · 2020 · 2021 · 2022 · 2023 · 2024 · 2025
Albanië · Armenië · Australië · Azerbeidzjan · België · Bulgarije · Cyprus · Denemarken · Duitsland · Estland · Finland · Frankrijk · Georgië · Griekenland · Ierland · IJsland · Israël · Italië · Kroatië · Letland · Litouwen · Malta · Moldavië · Nederland · Noord-Macedonië · Noorwegen · Oekraïne · Oostenrijk · Polen · Portugal · Roemenië · Rusland · San Marino · Servië · Slovenië · Spanje · Tsjechië · Verenigd Koninkrijk · Wit-Rusland · Zweden · Zwitserland